# Pompilídeos

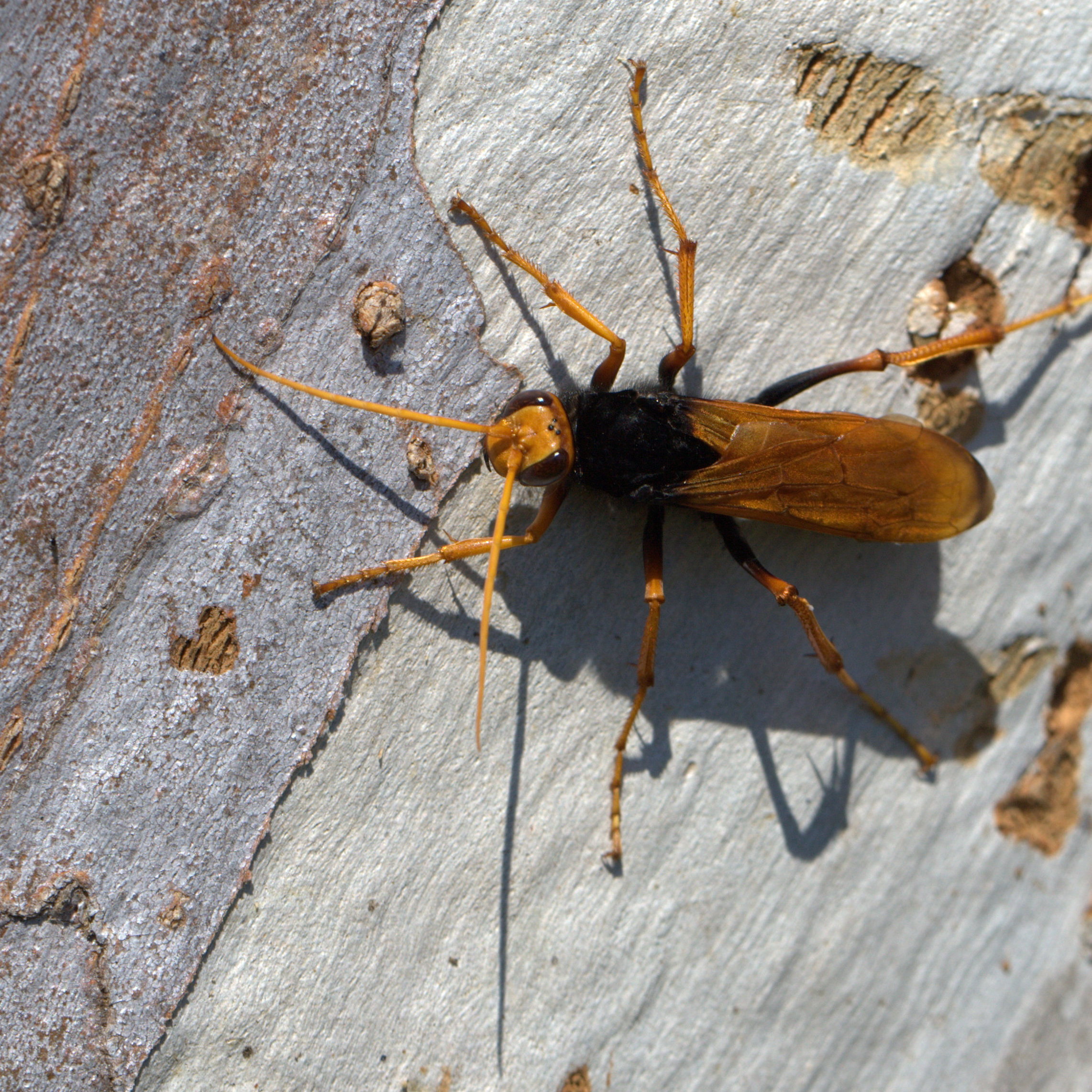
Cryptocheilus bicolor

Pompilídeos (Pompilidae) é uma família de himenópteros que caçam aranhas. São de tamanho médio ou grande, em geral de cor preta ou azul-escura com reflexos metálicos. As antenas enroladas de maneira característica. Voam geralmente rente ao chão. São predadoras de aranhas, sobre as quais colocam um ovo. O desenvolvimento larval ocorre na aranha capturada.

## Gêneros
A família Pompilidae contém os seguintes gêneros:
- Abripepsis Banks 1946
- Aeluropetrus Arnold 1936
- Aetheopompilus Arnold 1934
- Agenioidevagetes Wolf 1978
- Agenioideus Ashmead 1902
- Alasagenia Banks 1944
- Allaporus Banks 1933
- Allochares Banks 1917
- Alococurgus Haupt 1937
- Amblyellus Wolf, 1965
- Anoplagenia Bradley 1946
- Anoplioides Haupt 1950
- Anoplius Dufour, 1834
- Apareia Haupt 1929
- Apinaspis Banks 1938
- Aplochares Banks 1944
- Aporinellus Banks 1911
- Aporus Spinola 1808
- Arachnospila Kincaid 1900
- Arachnotheutes Ashmead 1893
- Argyroclitus Arnold 1937
- Argyrogenia Bradley 1944
- Aridestus Banks 1947
- Arnoldatus Pate 1946
- Arpactomorpha Arnold 1934
- Aspidaporus Bradley 1944
- Atelostegus Haupt 1929
- Austrochares Banks 1947
- Austrosalius Turner 1917
- Baguenaia Giner Mari 1942
- Bambesa Arnold, 1936
- Batozonellus Arnold 1937
- Batozonoides Haupt 1950
- Calopompilus Ashmead 1900
- Ceropalites Cockerell 1906
- Chalcochares Banks 1917
- Chelaporus Bradley 1944
- Ciliaporus Wahis 1970
- Claveliocnemis Wolf 1968
- Cliochares Banks 1941
- Cordyloscelis Arnold 1935
- Ctenostegus Haupt 1930
- Cyemagenia Arnold 1934
- Dasyclavelia Haupt 1929
- Dendropompilus Williams 1947
- Derochorses Banks 1941
- Dicranoplius Haupt 1950
- Dicyrtomellus Gussakowski 1935
- Dimorphagenia Evans 1973
- Dolichocurgus Haupt 1937
- Drepanaporus Bradley 1944
- Dromochares Haupt 1930
- Dromopompilus Heymons 1915
- Eidopompilus Kohl 1899
- Elaphrosyron Haupt 1929
- Entomobora Gistel 1857
- Eoferreola Arnold 1935
- Epiclinotus Haupt 1929
- Episyron Schiödte, 1837
- Euplaniceps Haupt 1930
- Euryzonotulus Arnold 1937
- Evagenia Banks 1946
- Evagetes Lepeletier 1845
- Ferreola Lepeletier 1845
- Ferreolomorpha Ashmead 1900
- Gilbertellana Pate 1946
- Gonaporus Ashmead 1902
- Hadroclavella Haupt 1962
- Hauptiella Arnold 1936
- Herpetosphex Arnold 1940
- Heterodontonyx Haupt 1935
- Heteronyx Saussure 1887
- Homonotus Dahlbom 1843
- Hormopogonius Arnold 1934
- Icazus Priesner 1966
- Idiaporina Evans 1974
- Iridomimusv Evans 1970
- Kyphopompilus Arnold 1960
- Lissagenia Banks 1946
- Melanoporus Ashmead 1902
- Metaposcopus Haupt 1962
- Micraporus Priesner 1955
- Microclavelia Haupt 1957
- Microferreola Haupt 1935
- Microphadnus Cameron 1904
- Micropompilus Priesner 1955
- Mimocurgus Haupt 1937
- Minotocyphus Banks 1934
- Morochares Banks 1934
- Mystacagenia Evans 1973
- Nannaporus Priesner 1966
- Nanoclavelia Priesner 1948
- Narochares Banks 1934
- Neanoplius Banks 1947
- Neoplaniceps Bradley 1944
- Nesopompilus Williams 1947
- Notoplaniceps Bradley 1944
- Pachycurgus Haupt 1937
- Pamirospila Wolf 1970
- Parabatozonus Yasumatsu 1936
- Paracyphononyx Gribodo 1884
- Paraferreola Sustera 1913
- Paragenioideus Wolf 1968
- Paranoplius Haupt 1929
- Parapsilotelus Arnold 1960
- Paraschistonyx Haupt 1962
- Pareiaxenus Haupt 1962
- Pareiocurgus Haupt 1930
- Pedinpompilus Wolf 1961
- Phanagenia Banks 1933
- Phanochilus Banks 1944
- Plagomma Haupt 1941
- Platydialepis Haupt 1941
- Podagenia Priesner 1973
- Poecilocurgus Haupt 1937
- Poecilopompilus Howard 1901
- Pompilopterus Rasnitsyn 1975
- Pompilus Fabricius 1798
- Priochilus Banks 1944
- Psammoderes Haupt 1929
- Pseudageniella Haupt 1959
- Pseudoclavelia Haupt 1930
- Pseudoferreola Radoszkowski 1888
- Pseudopedinaspis Brauns 1906
- Pseudosaliusv Ashmead 1904
- Psilotelus Arnold 1932
- Psoropempula Evans 1975
- Psorthaspis Banks 1912
- Pygmachus Haupt 1930
- Quiris Pate 1946
- Rhabdaporus Bradley 1944
- Rhynchopompilus Arnold 1934
- Schistonyx Saussure 1887
- Sericopompilus Howard 1901
- Spuridiophorus Arnold 1934
- Stolidia Priesner 1966
- Syntomoclitus Arnold 1937
- Tachyagetes Haupt 1930
- Tachypompilus Ashmead, 1902
- Taeniaporus Haupt 1930
- Tagalochares Banks 1934
- Tastiotenia Evans 1950
- Teinotrachelus Arnold 1935
- Telostegus Costa 1887
- Telostholus Haupt 1929
- Trachyglyptus Arnold 1934
- Tupiaporus Arle 1947
- Turneromyia Banks 1941
- Xenanoplius Haupt 1950
- Xenapoplius Haupt 1950
- Xenaporus Ashmead 1902
- Xenocurgus Haupt 1937